# Sokolce
Sokolce, do roku 1948 Lak (maďarsky Lakszakállas) jsou obec na Slovensku v okrese Komárno. Nachází se 70 km jihovýchodně od Bratislavy. První písemná zmínka pochází z roku 1332. Žije zde přibližně 1 200 obyvatel. Rozloha obce činí 19,42 km².